# Foreigner (ban nhạc)
Foreigner là một ban nhạc rock người Mỹ gốc Anh, được thành lập tại New York City & London vào năm 1976 bởi nhạc sĩ kỳ cựu người Anh và cựu thành viên của ban nhạc Spooky Tooth Mick Jones, và đồng nghiệp người Anh và cựu thành viên của ban nhạc King Crimson, Ian McDonald cùng với giọng ca chính người Mỹ Lou Gramm.
Jones đã đưa ra cái tên của ban nhạc khi anh ấy, McDonald và Dennis Elliott là người Anh, trong khi Gramm, Al Greenwood và Ed Gagliardi là người Mỹ. Bản hit lớn nhất của họ, "I Want to Know What Love Is", đứng đầu bảng xếp hạng của Vương quốc Anh và Hoa Kỳ và các quốc gia khác. Một trong những đĩa đơn đình đám khác của họ, "Waiting for a Girl Like You", đạt vị trí thứ hai trên bảng xếp hạng của Mỹ trong 10 tuần lập kỷ lục. Họ là một trong những ban nhạc bán chạy nhất mọi thời đại trên thế giới với doanh số trên 80 triệu bản trên toàn thế giới, bao gồm 37,5 triệu bản tại Mỹ.